# Ramona Neubert
Ramona Neubert, född 26 juli 1958 Pirna i Sachsen i Östtyskland, är en östtysk före detta friidrottare (mångkampare).
Neubert slog igenom vid EM 1978 då hon slutade på sjätte plats i femkamp, vilken också var disciplinen man tävlade i vid de olympiska spelen OS 1980 i Moskva där hon slutade fyra. Första mästerskapsmedaljen kom 1982 i EM då hon vann sjukampen på 6 622 poäng. Neubert vann även det första världsmästerskapet i sjukamp i Helsingfors på 6 714 poäng. 
Hennes personliga rekord i sjukamp är från en tävling i Moskva 1983 då hon noterade 6 935 poäng.